# Hynobius sonani
Hynobius sonani е вид земноводно от семейство Hynobiidae. Видът е застрашен от изчезване.

## Разпространение
Разпространен е в Провинции в КНР и Тайван.